# Grönpyrola
Grönpyrola (Pyrola chlorantha) är en art i familjen ljungväxter. Arten är cirkumpolär och växer i barrskogar i hela Sverige, men är inte så allmän och längst norrut i landet finns den inte alls. 
Grönpyrola är en flerårig ört som blir 1,5-3 dm hög. Bladen är rundade men med en spetsig bas i en rosett och stjälken är lång och med ett litet fjäll på. Den blommar i juni till juli med små svagt gulgröna blommor som är vidöppna och stiftet sticker ut, böjt och grönaktigt.

## Synonymer
Pyrola solunica S. D. Zhao
Pyrola virens Schweigger
Thelaia chlorantha (Swartz) Alefeld.